# Europamästerskapen i rodel
Europamästerskapen i rodel arrangerades för första gången 1914 i Reichenberg. Det tävlas i herrsingel, damsingel, herrdubbel och stafett.

## Värdstäder
- 1914: Reichenberg, Böhmen
- 1928: Schreiberhau, Tyskland
- 1929: Semmering, Österrike
- 1934: Ilmenau, Tyskland
- 1935: Krynica, Polen
- 1937: Oslo, Norge
- 1938: Salzburg, Österrike
- 1939: Reichenberg, Tyskland
- 1951: Igls, Österrike
- 1952: Garmisch-Partenkirchen, Västtyskland
- 1953: Cortina d'Ampezzo, Italien
- 1954: Davos, Schweiz
- 1955: Hahnenklee, Västtyskland
- 1956: Imst, Österrike
- 1957-61: Ingen tävling
- 1962: Weissenbach, Österrike
- 1963-6: Ingen tävling
- 1967: Königssee, Västtyskland
- 1968-69: Ingen tävling
- 1970: Hammarstrand, Sverige
- 1971: Imst, Österrike
- 1972: Königssee, Västtyskland
- 1973: Königssee, Västtyskland
- 1974: Imst, Österrike
- 1975: Olang, Italien
- 1976: Hammarstrand, Sverige
- 1977: Königssee, Västtyskland
- 1978: Hammarstrand, Sverige
- 1979: Oberhof, Östtyskland
- 1980: Olang, Italien
- 1982: Winterberg, Västtyskland
- 1984: Olang, Italien
- 1986: Hammarstrand, Sverige
- 1988: Königssee, Västtyskland
- 1990: Igls, Österrike
- 1992: Winterberg, Tyskland
- 1994: Königssee, Tyskland
- 1996: Sigulda, Lettland
- 1998: Oberhof, Tyskland
- 2000: Winterberg, Tyskland
- 2002: Altenberg, Tyskland
- 2004: Oberhof, Tyskland
- 2006: Winterberg, Tyskland
- 2008: Cesana, Italien
- 2010: Sigulda, Lettland
- 2012: Paramonovo, Ryssland
- 2014: Sigulda, Lettland
- 2015: Sotji, Ryssland
- 2016: Altenberg, Tyskland
- 2017: Königssee, Tyskland
- 2018: Sigulda, Lettland
- 2019: Oberhof, Tyskland
- 2020: Lillehammer, Norge
- 2021: Sigulda, Lettland
- 2022: St. Moritz, Schweiz
- 2023: Sigulda, Lettland
- 2024: Igls, Österrike

## Medaljtabell
Uppdaterad efter Europamästerskapen i rodel 2024.
| Nr                   | Nation               | Guld | Silver | Brons | Totalt |
| -------------------- | -------------------- | ---- | ------ | ----- | ------ |
| 1                    | Tyskland             | 64   | 59.5   | 33    | 156.5  |
| 2                    | Österrike            | 34   | 40.5   | 43    | 117.5  |
| 3                    | Östtyskland          | 30   | 27     | 17    | 74     |
| 4                    | Italien              | 20   | 19     | 30    | 69     |
| 5                    | Ryssland             | 17   | 10     | 11    | 38     |
| 6                    | Västtyskland         | 12   | 11     | 12    | 35     |
| 7                    | Lettland             | 5    | 9      | 16    | 30     |
| 8                    | Tjeckoslovakien      | 5    | 7      | 14    | 26     |
| 9                    | Sovjetunionen        | 3    | 2      | 4     | 9      |
| 10                   | Norge                | 1    | 3      | 2     | 6      |
| 11                   | Polen                | 1    | 2      | 10    | 13     |
| 12                   | Sverige              | 0    | 2      | 0     | 2      |
| 13                   | Slovakien            | 0    | 0      | 1     | 1      |
| Totalt (13 nationer) | Totalt (13 nationer) | 192  | 192    | 193   | 577    |